# Ленаю
Ленаю (устар. Ленось-Ю, Леносью, Леносъю, Лена-Ю) — река в России, протекает в округе Вуктыл Республики Коми. Левый приток Лемъю.
Устье реки находится в 68 км от устья реки Лемъю по левому берегу. Длина реки составляет 50 км, площадь водосборного бассейна — 204 км².

## Данные водного реестра
По данным государственного водного реестра России относится к Двинско-Печорскому бассейновому округу, водохозяйственный участок реки — Печора от водомерного поста у посёлка Шердино до впадения реки Уса, речной подбассейн реки — бассейны притоков Печоры до впадения Усы. Речной бассейн реки — Печора.
Код объекта в государственном водном реестре — 03050100212103000061326.